# In a Beautiful Place Out in the Country
In a Beautiful Place Out in the Country — мініальбом електронного дуету Boards of Canada, випущений на лейблі Warp 27 листопада 2000. Цей мініальбом демонструє більш пасторальне і містичне звучання, що стане типовим для другого альбому гурту, Geogaddi 2002 року.

## Огляд
Мініальбом In a Beautiful Place Out in the Country тематично сфокусований на релігійній секті Гілка Давидова та їх поселенні близ міста Уейко у Техасі, яке 1993 року опинилося під облогою агентів ФБР, що тривала 51 день та закінчилася пожежею і загибеллю 76 осіб.
Фрагмент фотографії лідера Гілки Давидової, Девіда Кореша, використовувався в оформленні мініальбому (на компакт-диску зображення його ока видно всередині коробки, під диском). Композиція «Amo Bishop Roden» названа на честь Емо Бішоп Роден, дружини Джорджа Родена, колишнього лідера Гілки Давидової.
Сама назва мініальбому та однойменної композиції, «in a beautiful place out in the country» (англ. у красивій місцині на природі), була взята з телевізійного інтервʼю з Емо Роден. Повна цитата є закликом «приїхати жити у релігійній спільноті у красивій місцині на природі».
Подальші відсилки до Гілки Давидової можна помітити у іншій музиці Boards of Canada, наприклад, на другому альбомі гурту, Geogaddi, що вийшов 2002 року. Матеріал для In a Beautiful Place Out in the Country був записаний під час сесій для альбому Geogaddi.
In a Beautiful Place Out in the Country вийшов на блакитному вінілі та на компакт-диску 27 листопада 2000 року. 2013 року мініальбом був перевиданий на чорному вінілі.

## Список композицій
Автор музики Майкл Сендісон та Маркус Еойн. 
| #  | Назва                                     | Тривалість |
| -- | ----------------------------------------- | ---------- |
| 1. | «Kid for Today»                           | 6:23       |
| 2. | «Amo Bishop Roden»                        | 6:16       |
| 3. | «In a Beautiful Place Out in the Country» | 6:07       |
| 4. | «Zoetrope»                                | 5:18       |